# Departamento Gualeguay
Gualeguay es un departamento de la provincia de Entre Ríos en la República Argentina. Es el más extenso de la provincia con 7178 km² y el octavo más poblado, con 57 303 habitantes según censo de 2022.
Limita al oeste con el departamento Victoria, al norte con los departamentos de Nogoyá y Tala, al sur con la provincia de Buenos Aires (partidos de Baradero, San Pedro, Ramallo y San Nicolás), al sudoeste con la provincia de Santa Fe (Departamento Constitución) y al este con los departamentos Gualeguaychú e Islas del Ibicuy. Forman parte del departamento las islas de las Lechiguanas en el delta del Paraná.
De acuerdo a la metodología utilizada por el INDEC para los censos de 1991, 2001 y 2010 el departamento Gualeguay comprendía 5 localidades: Aldea Asunción, Estación Lazo, General Galarza, Gualeguay, Puerto Ruiz (en el ejido municipal de Gualeguay).

## Historia

### Partido de Gualeguay
El 20 de marzo de 1783 Tomás de Rocamora fundó la Villa de San Antonio de Gualeguay Grande con 150 vecinos en el partido del Gualeguay Grande, estableciéndose su cabildo con un alcalde y 3 regidores. Su jurisdicción comprendió sin confirmación del rey el sector al oeste del río Gualeguay del área que en 1778 había pasado a depender del cabildo de Buenos Aires: entre el arroyo Nogoyá y el río Gualeguay y desde el arroyo Raíces al delta del río Paraná. En 1790 el cabildo de Gualeguay incorporó un cuarto regidor y en 1792 un síndico. La jurisdicción militar estuvo a cargo de la Comandancia General de los Partidos de Entre Ríos hasta 1814 y del comandante de milicias de Gualeguay posteriormente. El cabildo de Gualeguay dejó de funcionar en una fecha desconocida entre 1814 y 1820, pero su abolición formal tuvo lugar al sancionar Francisco Ramírez el 29 de septiembre de 1820 los reglamentos de la República de Entre Ríos. El partido de Gualeguay pasó a integrar el departamento del Uruguay bajo dependencia del comandante militar de Concepción del Uruguay.

### Departamento subalterno
Luego de restablecida la provincia de Entre Ríos en 1821, el 17 de febrero de 1822 se realizó por ley su primera división administrativa con la villa de Gualeguay como cabecera del 4° departamento subalterno del 1° principal del Paraná:

Departamento N° 4. Comprende desde la barra del Nogoyá, Paraná abajo, hasta la barra de Gualeguay, y por sus fondos hasta dar con el arroyo de las Raices.
Plan de división de los Departamentos de la Provincia de Entre Ríos

El departamento subalterno quedó bajo jurisdicción del comandante general del Paraná y la administración de justicia en lo civil y criminal fue confiada en primera instancia a un alcalde mayor en la villa de Gualeguay, con ayuda de un alcalde mayor de Hermandad en el pueblo del Tala para juicios civiles de menor cuantía. Correspondía a estos jueces también la prevención de delitos. 

### Departamento de Gualeguay
Mediante la sanción del Reglamento de Administración de Justicia el 13 de abril de 1849 fue creado el departamento de Gualeguay sobre la base del 4° departamento subalterno del 1° principal del Paraná:

7° Departamento de Gualeguay- Su territorio desde la barra de Nogoyá, Paraná abajo, hasta la barra de Gualeguay, comprendiendo la Villa y suburbios, y los Distritos Capilla Vieja, Punta del Monte, Rincón de Nogoyá, Costa de Nogoyá, Clé, Viscachas, Cuchillas, Pueblo del Tala y suburbios, Sauce, Obispo, Altamirano hasta el arroyo Raíces.
Reglamento de Administración de Justicia

El reglamento estableció un juez de paz y cuatro alcaldes de cuartel en la villa de Gualeguay, un alcalde de barrio en el pueblo del Tala y diez alcaldes de distrito en la campaña.
El 8 de noviembre de 1851 Justo José de Urquiza dispuso que la villa de Gualeguay adquiriera el rango de ciudad y el pueblo de Rosario del Tala el de villa. 
Tras la desfederalización de Entre Ríos, el 21 de septiembre de 1860 fue sancionada la ley que creó las jefaturas políticas en cada departamento, siendo el jefe político un representante del poder ejecutivo a cuyas órdenes estaban los comisarios policiales y los alcaldes de distrito en sus funciones políticas. A partir del 1 de enero de 1861 el comandante militar del departamento Gualeguay fue reemplazado en sus funciones políticas por el jefe político, estableciéndose un delegado político en Rosario del Tala. El 16 de enero de 1861 a propuesta del jefe político el gobernador Urquiza decretó para el departamento Gualeguay el nombramiento de un juez de paz, 4 alcaldes de los cuarteles 1.º, 2.º, 3.º, y 4.º y 7 alcaldes de los distritos numerados del 1.º al 7.º El 16 de febrero de 1861 designó para la delegacía política de Tala un juez de paz, dos alcaldes de los cuarteles 1° y 2° y 3 alcaldes de los distritos Sauce, Raíces y Clé. Para los nombramientos del 18 de enero de 1862 los distritos de campaña son nombrados como: 1° Cuchilla, 2° Biscachas, 3° Clé, 4° Costa de Nogoyá, 5° Rincón de Nogoyá, 6° Punta del Monte, 7° Chacaras. Para la delegación de Tala: Sauce, Raíces y Clé
Un decreto de Urquiza del 7 de julio de 1863 dispuso que la delegacía política de Tala se erigiera en departamento, lo cual fue sancionado por ley el 24 de febrero de 1864. 

2° Los límites del Departamento del Tala serán por el Norte, el arroyo Raices, por el Este el rio Gualeguay, por el Sud los deslindes actuales al Norte de los campos de D. Pedro Ezeiza y D. Salvador M. del Carril, y por el Oeste los deslindes actuales con el Departamento de Nogoyá.

### Desde la división del departamento
El 11 de marzo de 1867 se sancionó la ley de creación de juntas de fomento de 7 miembros electivos en las ciudades y villas, correspondiéndole una a Gualeguay.
De acuerdo a un decreto de nombramientos del 18 de mayo de 1868 el departamento Gualeguay tenía dos jueces de paz en las secciones 1° y 2°, y 4 alcaldes de cuartel en la ciudad de Gualeguay (1° Cuartel de la 1° Sección y 3 cuarteles numerados del 1 al 3 en la 2° Sección), alcaldes de los distritos 1° y 2° Extramuros, y alcaldes de los distritos de campaña de: 1° Cuchillas, 2° Vizcachas, 3° Jacinta, 4° Clé, 5° Sauce, 6° Costa de Nogoyá, 7° Médanos, 8° Albardón. Otro decreto del 22 de enero de 1872 designa a los dos jueces de paz de las secciones 1.ª y 2.ª, 4 alcaldes de los cuarteles 1.º, 2.º, 3.º y 4.º, y alcaldes de los distritos de campaña de: Puerto Ruiz, Chacras, y del 1.º al 8.º
En 1871 el ministro de Gobierno de Entre Ríos solicitó a los jefes políticos de cada departamento de la provincia que elevaran un informe sobre los límites efectivos de sus jurisdicciones. El 9 de enero de 1872 el jefe político de Gualeguay informó:

... este Departamento está deslindado del modo siguiente: al Norte el Arroyo Jacinta lo divide del Rosario Tala, al Oeste el Arroyo Nogoyá lo separa de los pueblos Victoria y Nogoyá, al Este y Sud sus límites son el rio Gualeguay.

El 13 de mayo de 1872 fue sancionada la ley de municipalidades, quedando instalada en 1873 la municipalidad de Gualeguay en reemplazo de la junta de fomento y señalándosele un ejido de 4 leguas cuadradas.
La provincia de Buenos Aires reclamó para su jurisdicción a las islas de las Lechiguanas. El 11 de noviembre de 1959 se firmó un convenio entre los gobernadores de ambas provincias (Oscar Alende por Buenos Aires y Raúl Lucio Uranga por Entre Ríos), ratificando el límite en los ríos Paraná y Paraná Guazú, aprobado por la legislatura entrerriana el 28 de noviembre de 1961 (ley N.º 4445), ratificado por Buenos Aires por ley N.º 7260/66 y puesto en vigencia por la sanción y promulgación del decreto-ley nacional N.º 18 000 del 13 de diciembre de 1968, reconocido como ley nacional por decreto 1319/76.

Artículo 1º - Fíjase el límite entre las provincias de Buenos Aires y Entre Ríos por el medio del canal de navegación del río Paraná desde el punto en que comienza el pequeño brazo de este río denominado arroyo Yaguarón, en el cual desagua el arroyo del Medio, siguiendo luego por aquel canal del Paraná hasta la unión del mismo con el brazo llamado Ibicuy, continuando después por el canal del Paraná Guazú hasta su desembocadura en el Río de la Plata.
 Artículo 2º - Corresponderán a Entre Ríos todas las islas que al 28 de enero de 1944 estaban situadas a la izquierda del canal referido en el artículo 1º y en los puntos donde existen dos canales, por el que a esa fecha haya tenido mayor tránsito; y corresponderán a Buenos Aires todas las islas situadas a la derecha de dicho canal, de acuerdo a la demarcación efectuada en los anexos 1º y 2º del dictamen del Instituto Geográfico Militar del 28 de enero de 1944.
Ley N.° 18000

La mitad este de las Lechiguanas se integró efectivamente al departamento Gualeguay en el distrito Albardón.
El 22 de mayo de 1973 la intervención militar de la provincia dictó el decreto n.º 1670 que determinó a los efectos administrativos los límites departamentales. El 21 de junio de 1979 otra intervención militar de la provincia dictó la ley n.º 6378 que estableció los límites de los departamentos decretando modificaciones en sus trazas. Esas normas establecieron que el departamento Gualeguay incorporara la mitad este de las islas de las Lechiguanas del departamento Gualeguaychú y cediera al departamento Victoria los territorios insulares entre el riacho Victoria y el río Paraná Pavón. Los límites con los departamentos Tala y Nogoyá fueron especificados. Aunque el decreto-ley n.º 6378 perdió eficacia el 10 de diciembre de 1987 al no ser prorrogada su vigencia, los límites quedaron legalmente retrotraídos a los existentes al 24 de marzo de 1976 (excepto los legislados posteriormente en democracia). Sin embargo, los organismos públicos provinciales y nacionales continuaron utilizando los límites dispuestos por ese decreto-ley sin revertir a los límites previos.
Mediante la ley N° 9735, sancionada el 30 de agosto de 2006 y promulgada el 7 de septiembre de ese año, fue incorporada el ejido municipal de Gualeguay y al departamento Gualeguay, la isla Gericke de 164 ha. Esta isla ubicada en el río Gualeguay pertenecía hasta entonces al distrito Médanos del departamento Islas del Ibicuy.

ARTICULO 1°.- Modifícase el Artículo 1º de la Ley Nº 7.297 respecto del lindero Noroeste quedando redactado de la siguiente manera:
 “Al Noroeste: Por el curso del Río Gualeguay, desde su desembocadura en el Río Paraná continuando por el Antiguo Arroyo Moreno hoy corte natural del Río Gualeguay conocido como Riacho “El Tigre” excluyéndose la Isla Gericke hasta la intersección con la Ruta Nacional Nº 12 (Puente Pellegrini)”.
 ARTICULO 2°.- Amplíase el Ejido Municipal de la ciudad de Gualeguay, cabecera del Departamento homónimo, con la denominada Isla Gericke. La misma tiene identificación catastral con las siguientes nomenclaturas: Partida Nº 33.354 – Departamento 16 – Distrito 1 – Plano de Mensura 100.337 – Superficie en metros cuadrados: 164.303.800 – Tomo 24 – Folio 37 – año 1911 – Isla Gericke.
 ARTICULO 3°.- Comuníquese, etcétera.

## Geografía

### Sismicidad
La región responde a las subfallas «del río Paraná», y «del río de la Plata», y a la falla de «Punta del Este», con sismicidad baja; y su última expresión se produjo el 5 de junio de 1888 (136 años), a las 3.20 UTC-3, con una magnitud aproximadamente de 4,5 en la escala de Richter (terremoto del Río de la Plata de 1888).

### Economía
Como actividad económica predomina la ganadería y los cultivos de cosecha como: lino, trigo, maíz y  preferentemente soja.

### Relieve
Se presenta casi como una planicie de relieve suavemente ondulado a plano. Su base se constituye con arenas y arcillas.

### Clima
Dentro del clima templado húmedo de llanura, la temperatura media anual es de 17 °C y varía entre 35 y 5. Las lluvias son suficientes y predominan los vientos procedentes del noreste, con aire subtropical cálido y húmedo, y los del sudeste, con aire polar marítimo, frío y húmedo.

### Flora y fauna
Las selvas ribereñas se caracterizan por los árboles hidrófilos, lianas, epífitas, helechos y comunidades acuáticas. La fauna autóctona presenta al llamativo ciervo de los pantanos, al que se suman el caburé, cardenal, conejos, liebres, hornero, loro, martín pescador, nutria, perdiz, tacuarita, tatú carreta, mulita y vizcacha.

## Gobiernos locales

### Municipios
| Municipio       | Población |
| --------------- | --------- |
| Gualeguay       | 39 035    |
| General Galarza | 4150      |

### Comunas
| Comuna                         | Población |
| ------------------------------ | --------- |
| Aldea Asunción                 | 490       |
| Distrito Sexto Costa de Nogoyá | 757       |

### Centros rurales de población
Los centros rurales de población gobernados por juntas de gobierno son (presidentes período 2011-2015):
Segunda categoría
- Quinto Distrito: creado el 14 de enero de 1985.[23] Población rural dispersa.

Tercera categoría
- Estación Lazo: creado el 24 de agosto de 1984 y elevada a la 3ª categoría el 22 de abril de 2010[24][25]
- Islas Las Lechiguanas: creado el 21 de marzo de 2002, no ha sido constituida la junta de gobierno. Población rural dispersa.
- Primer Distrito Cuchillas: creado el 16 de febrero de 2001.[26] Población rural dispersa.

Cuarta categoría
- Distrito Cuarto: creado el 28 de marzo de 1984.[27] Población rural dispersa.
- González Calderón: creado el 24 de agosto de 1984.[28] Población rural dispersa.
- Monte Redondo: población rural dispersa.
- Punta del Monte: población rural dispersa.

Los integrantes de las juntas de gobierno fueron designados por decreto del gobernador hasta que fueron elegidos por primera vez el 23 de noviembre de 2003, sin embargo, dado que los circuitos electorales en algunos casos no coinciden con las jurisdicciones de las juntas de gobierno algunas de ellas siguen siendo designadas por decreto mientras que otras se agrupan para elegir una sola junta. En este último caso el gobierno se reserva el derecho de realizar posteriormente la designación de la o las juntas subsumidas. En las elecciones del 23 de noviembre de 2003, 18 de marzo de 2007, 23 de octubre de 2011 y 25 de octubre de 2015 Estación Lazo y González Calderón eligieron una única junta de gobierno. Sin embargo, el gobierno provincial designó integrantes de González Calderón el 3 de marzo de 2004, 8 de febrero de 2008, 12 de agosto de 2010 y 10 de febrero de 2016. El centro rural de población de Islas las Lechiguanas fue creado el 21 de marzo de 2002, aunque figuró en todos los presupuestos de gastos provinciales posteriores nunca le fue designada una junta de gobierno. Sus electores votan en el circuito electoral Albardón.
Los circuitos electorales utilizados para las elecciones de las juntas de gobierno son (CIRCUITO ELECTORAL: junta de gobierno):
- 132-1.º. DISTRITO - CUCHILLA: Primer Distrito Cuchilla
- 133-2.º. DISTRITO - VIZCACHA: Estación Lazo y González Calderón
- 136-4.º. DISTRITO - CLÉ: Distrito Cuarto
- 137-5.º. DISTRITO - SAUCE: Quinto Distrito
- 139-7.º. DISTRITO - MÉDANOS: Monte Redondo
- 140-8.º. DISTRITO - ALBARDÓN: Punta del Monte

## Distritos
El departamento Gualeguay se divide en 8 distritos. Para fines de mensuras catastrales y en algunas ramas de la administración provincial el ejido original del municipio de Gualeguay es considerado aparte de los distritos y la Codificación General de Jurisdicciones Político Administrativas de la Provincia de Entre Ríos le asigna el código 0600.
| Código - Distrito               | Área (en km²) |
| ------------------------------- | ------------- |
| 0601 - 8°/Albardón              | 885,16        |
| 0602 - 4°/Clé                   | 628,10        |
| 0603 - 6°/Costa de Nogoyá       | 509,75        |
| 0604 - 1°/Cuchilla              | 413,94        |
| 0605 - 3°/Jacinta               | 636,11        |
| 0606 - 7°/Médanos               | 435,03        |
| 0607 - 5°/Sauce                 | 264,16        |
| 0608 - 2°/Vizcachas             | 503,74        |
| 0609 - Islas de las Lechiguanas | 2396,17       |

- Albardón: comprende el área jurisdiccional del centro rural de población de Punta del Monte.
- Clé: comprende el área jurisdiccional del centro rural de población de Cuarto Distrito.
- Costa de Nogoyá: comprende el área jurisdiccional de la comuna de Sexto Distrito Costa de Nogoyá.
- Cuchilla: comprende el ejido municipal de Gualeguay, y el área jurisdiccional del centro rural de población de Primer Distrito Cuchilla.
- Jacinta: comprende el ejido municipal de General Galarza y el área jurisdiccional de la comuna de Aldea Asunción.
- Médanos: comprende el área jurisdiccional del centro rural de población de Monte Redondo.
- Sauce: comprende el área jurisdiccional del centro rural de población de Quinto Distrito.
- Vizcachas: comprende las áreas jurisdiccionales de los centros rurales de población de Estación Lazo y de González Calderón.
- Islas de las Lechiguanas: comprende el área jurisdiccional del centro rural de población de Islas las Lechiguanas, todavía no puesto en funciones. Este distrito en ocasiones se lo incluye como parte del distrito Albardón, recibiendo también el nombre de Islas de Gualeguay.

## Demografía
Cuenta con 57 303 habitantes (Indec, 2022), lo que representa un incremento del 10,4% frente a los 46 361 habitantes (Indec, 2010) del censo anterior.
La población se encuentra repartida en 29 363 mujeres y 27 940 hombres, con un índice de masculinidad de 95,1 hombres por cada 100 mujeres. 
La edad mediana de la población es de 33 años (35 años entre las mujeres y 32 años entre los hombres).
El 12,9% de la población tiene más de 65 años (frente al 11,4% en 2010), y el 2,9% de la población tiene más de 80 años (frente al 2,7% en 2010)
De las personas residentes en el departamento, unas 5 681 nacieron en otra provincia, y unas  362 lo hicieron fuera del país, siendo los grupos de inmigrantes más numerosos los provenientes de:
- Paraguay: 49 personas
- Uruguay: 45 personas
- Venezuela: 42 personas
- Bolivia: 22 personas
- Colombia: 16 personas

## Áreas naturales protegidas
El decreto 4671/69 MEOySP de 1969 estableció restricciones pesqueras para el río Gualeguay, en el que se permite la pesca mediante el uso de líneas de mano, cañas y espineles con no más de 20 anzuelos. El decreto N.º 3595 SPG del 30 de junio de 2006 autorizó la pesca artesanal en el sector del río Gualeguay entre Puerto Ruiz y su desembocadura en el río Paraná Pavón.